# Nidalia grayi
Nidalia grayi is een zachte koraalsoort uit de familie Nidaliidae. De koraalsoort komt uit het geslacht Nidalia. Nidalia grayi werd in 1931 voor het eerst wetenschappelijk beschreven door Thomson & Dean. 